# Palazzo in via Giovanni Paladino n.5
Il Palazzo in via Giovanni Paladino 5 è un edificio di valore storico e architettonico di Napoli, ubicato nel centro storico di Napoli nell'omonima strada.
Il palazzo venne certamente eretto nel XV secolo, per poi ricevere interventi di rinnovamento prima nel XVII secolo e poi nel XIX secolo.
Si presenta come un edificio di quattro piani: un ammezzato, due nobili, riconoscibili dalle caratteristiche cornici delle finestre dai timpani curvi spezzati e sormontati da un aggettante cornicione dentellato in pietra, e un terzo frutto di una sopraelevazione ottocentesca. Si accede a esso attraverso un massiccio portale in piperno seicentesco dalle bugne che si alternano per dimensioni. Superato l'androne voltato a botte, vi è un grande arco ribassato quattrocentesco in stile catalano che introduce al cortile a pianta rettangolare, sul cui fondo vi è una terrazza posta sopra un altro arco ribassato quattrocentesco e sulla cui parete destra si apre la scala, probabilmente seicentesca, dagli archi larghi e inclinati in corrispondenza dei ballatoi voltati a crociera.
Allo stato attuale è adibito ad abitazioni private in buone condizioni di conservazione.